# Calocitta colliei
La gazza dal ciuffo golanera o ghiandaia gazza golanera (Calocitta colliei (Vigors, 1829)) è un uccello passeriforme della famiglia Corvidae.

## Etimologia
Il nome scientifico della specie, colliei, rappresenta un omaggio al naturalista scozzese Alexander Collie.

## Descrizione

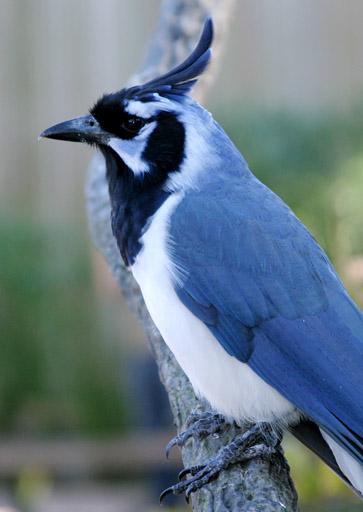
Profilo di esemplare in cattività.

### Dimensioni
Misura 58-74 cm di lunghezza (dei quali fino a due terzi spettano alla coda), per 225-251 g di peso.

### Aspetto
Si tratta di uccelli dall'aspetto robusto ma slanciato, muniti di becco conico robusto e non molto lungo, ciuffo erettile di lunghe penne (fino a 8 cm) sul vertice, ali appuntite e digitate, forti zampe e lunghissima coda (fino a due volte il corpo) nastriforme e semirigida.
Il piumaggio è di colore azzurro brillante su nuca, dorso, ali e coda: petto e ventre sono di colore bianco puro, così come bianca è la metà prossimale del sottocoda (con base e la punta delle penne di colore nero). La fronte, il vertice (compreso il ciuffo), l'area fra becco ed occhio, il mento, la gola (come intuibile dal nome comune) e i lati del collo fino all'area delle orecchie sono di colore blu-nerastro, con presenza di sopracciglio (che si congiunge all'area dello stesso colore sulla nuca), mustacchio e guancia di colore bianco-azzurrino.

A dispetto della colorazione brillante, il dimorfismo sessuale è trascurabile.
Il becco e le zampe sono nerastri, mentre gli occhi sono di colore bruno scuro.

## Biologia

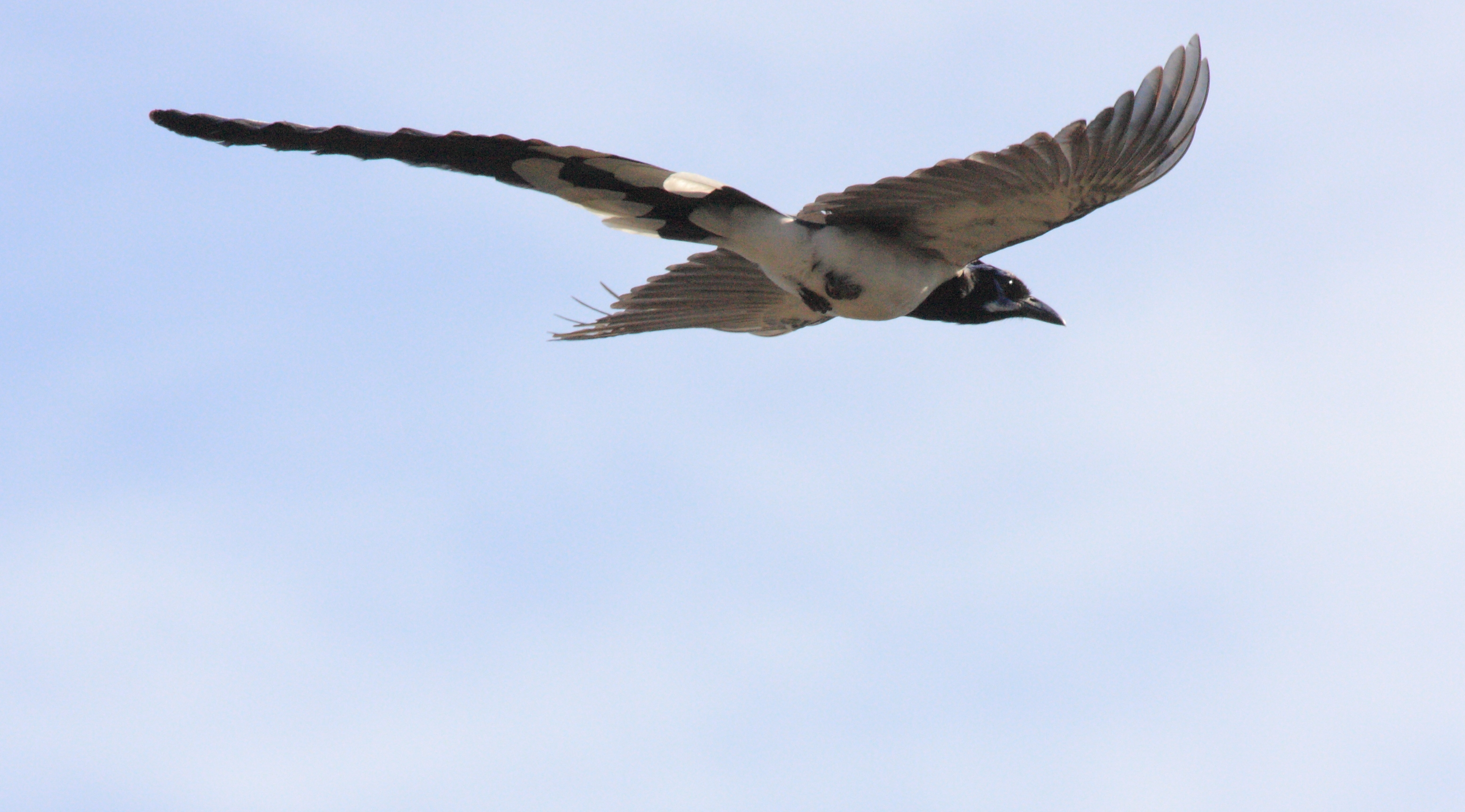
Esemplare in volo mette in evidenza la lunga coda.

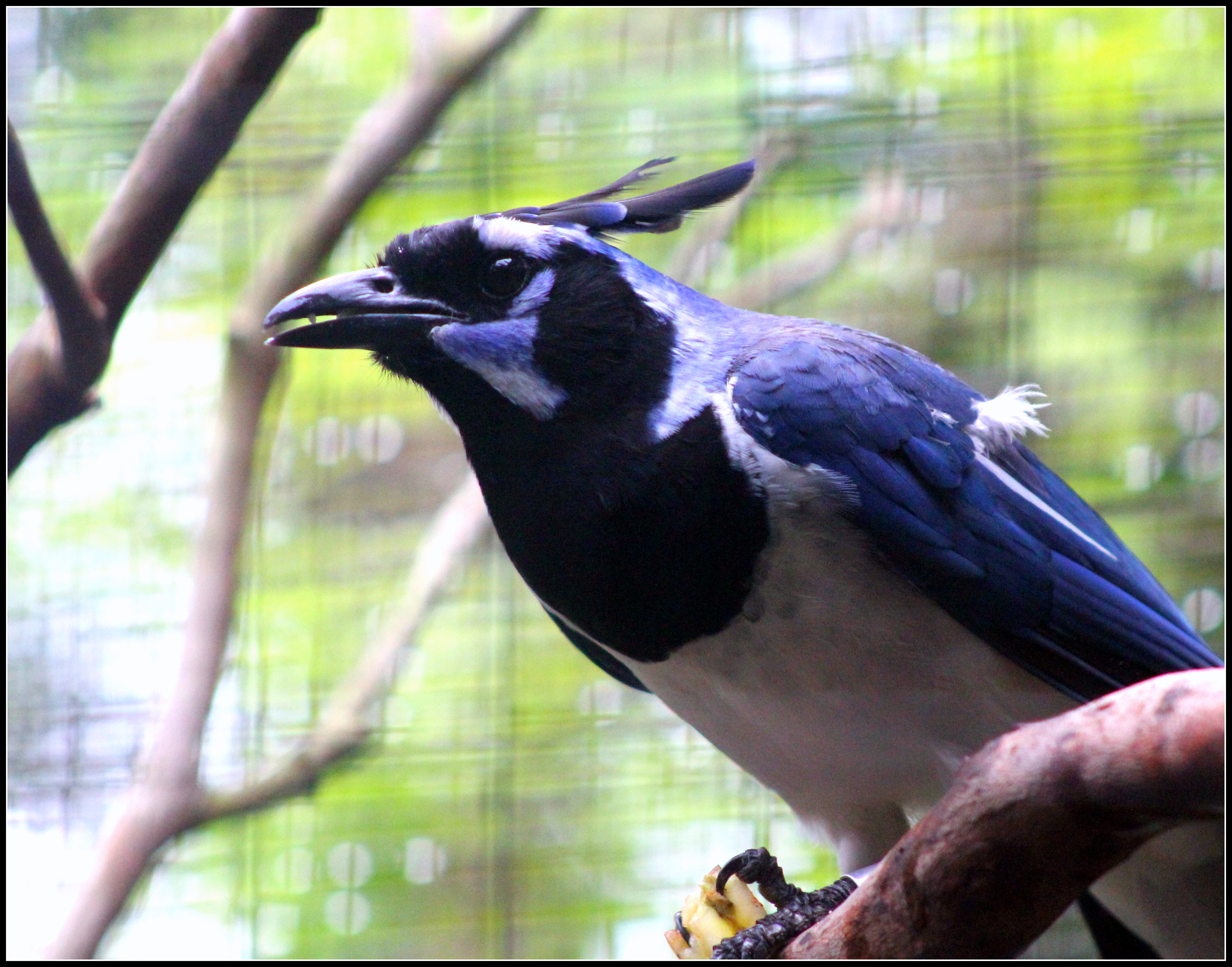
Esemplare canta in cattività.

Si tratta di uccelli diurni, che vivono da soli o in coppie, al più in piccoli gruppi familiari coi giovani ancora immaturi: essi passano la maggior parte della giornata alla ricerca di cibo fra i cespugli, gli alberi o (sebbene molto raramente) al suolo.
Il repertorio di richiami di questo animale pare piuttosto vario, anche se non ancora studiato nel dettaglio: essi vanno da versi metallici simili allo stridio di fili tesi ad alte strida che ricordano vagamente i versi dei grandi pappagalli. 

### Alimentazione

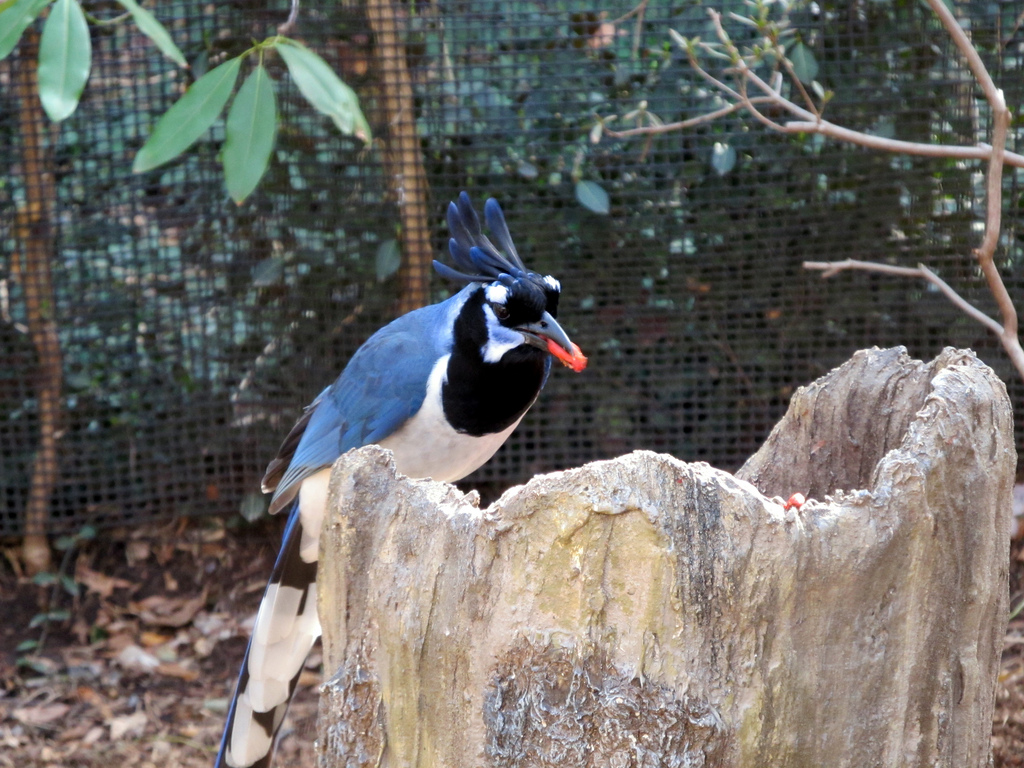
Esemplare si nutre in cattività.

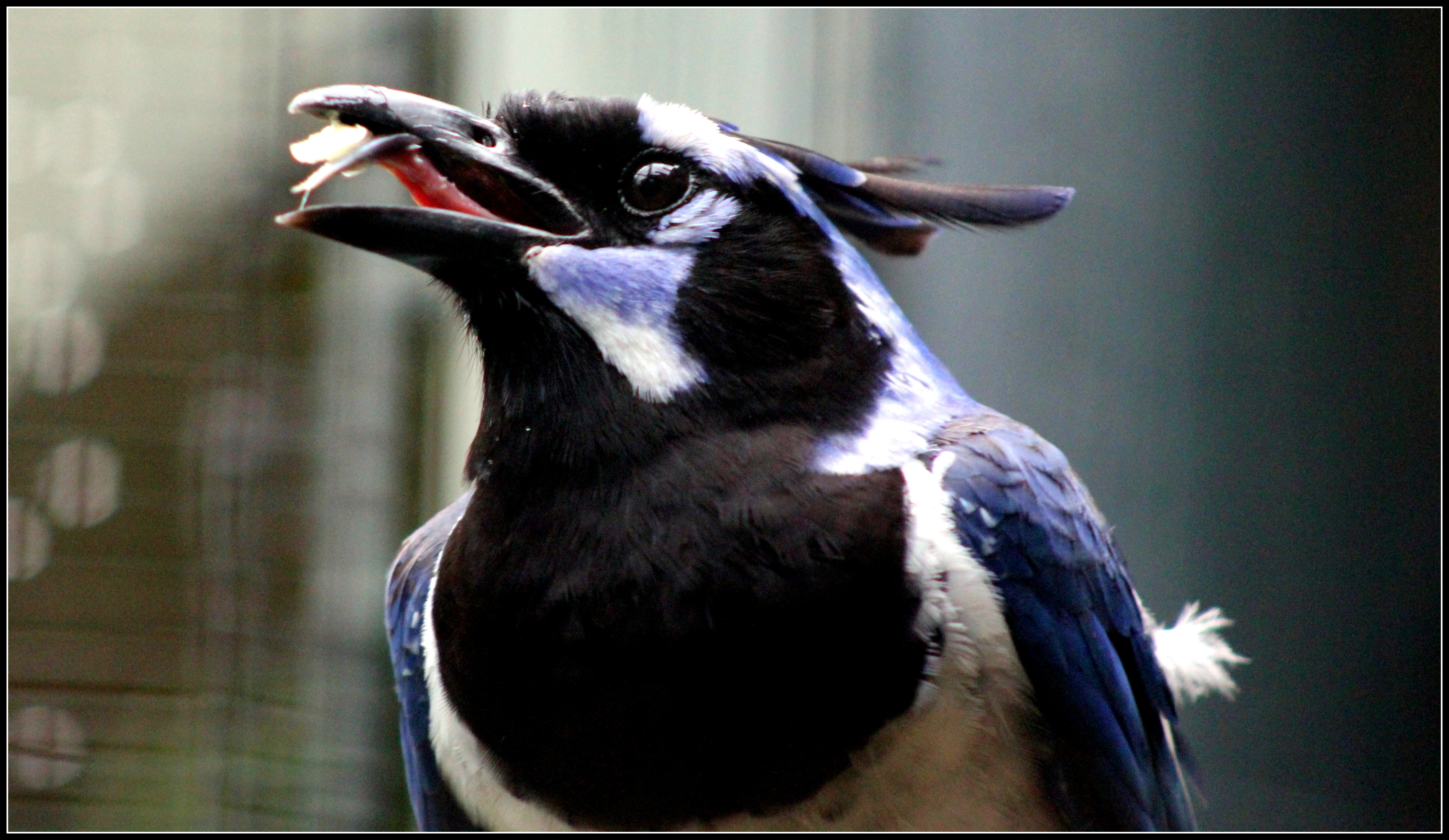
Esemplare si alimenta in cattività.

La gazza dal ciuffo golanera è un uccello onnivoro, la cui dieta si compone di bacche, frutti, insetti ed altri piccoli invertebrati, scegliendo indifferentemente l'uno o l'altro cibo a seconda della reperibilità del momento.

### Riproduzione
Si tratta di uccelli monogami, che si riproducono in primavera (marzo-giugno), con picco delle deposizioni in aprile.
Il nido è piuttosto voluminoso e a forma di coppa, e viene costruito da ambedue i partner in un cespuglio o albero spinoso con rametti e fibre vegetali, foderando l'interno con materiale più morbido come foglie morte e licheni: non di rado, più coppie nidificano in un'area ristretta.
La cova, che dura una ventina di giorni, viene svolta dalla femmina, che viene frattanto nutrita ed eventualmente protetta dal maschio, che rimane sempre nelle immediate vicinanze del nido: alla schiusa delle uova sono entrambi i genitori ad accudire i nidiacei, i quali, ciechi ed implumi appena dopo la nascita, cominciano a tentare l'involo attorno alle tre settimane di vita, rimanendo coi genitori per un periodo di tempo almeno equivalente prima di disperdersi ed affrancarsi definitivamente dai genitori.

## Distribuzione e habitat

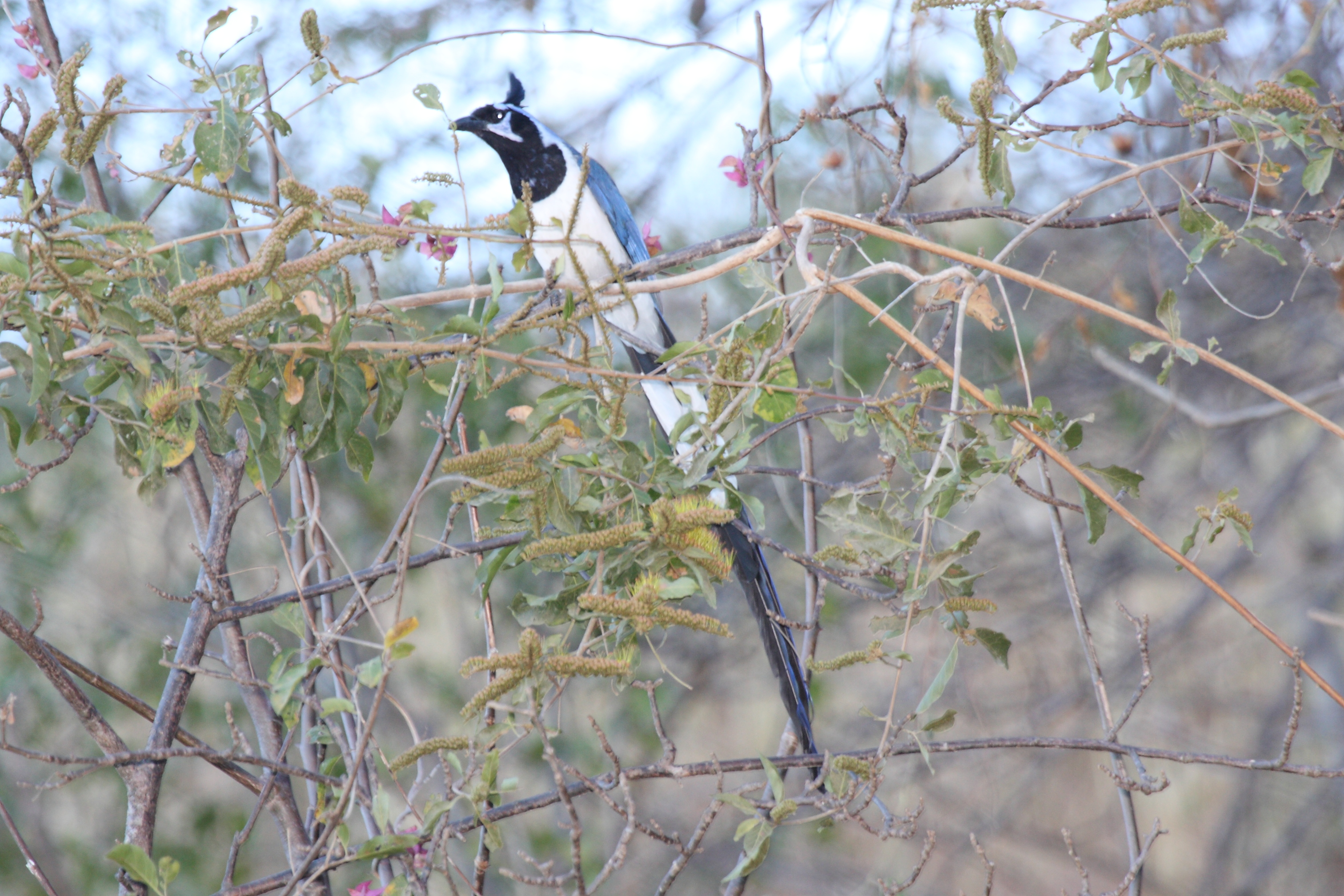
Esemplare in natura.

La gazza dal ciuffo golanera è endemica del Messico del quale popola la costa pacifica centro e nord-occidentale, dal Sinaloa al Colima, attraverso Nayarit e Jalisco centrale e occidentale, con avvistamenti frequenti anche nel sud del Sonora e nell'estremità occidentale del Michoacán; la specie è stata inoltre introdotta con successo nella contea di San Diego ed in vari siti della penisola di Bassa California.
L'habitat di questi uccelli è rappresentato dalle aree semiaride e aride a copertura cespugliosa, con presenza di aree alberate sparse (ad esempio boschi decidui di foresta ripariale).